# Sergianni Caracciolo, II principe di Melfi
Sergianni Caracciolo, conosciuto anche come Giovanni o Ser Gianni (Napoli, 1487 – Susa, 1559), è stato un nobile e militare italiano, II principe di Melfi.

## Biografia

### I primi anni e la carriera militare
Sergianni nacque a Napoli nel 1487, figlio di Troiano, duca e poi I principe di Melfi, e da sua moglie, Ippolita Paola di Sanseverino, figlia di Guglielmo, conte di Capaccio. Poco si sa della sua infanzia e della sua adolescenza, ma probabilmente fece parte dell'Accademia Pontiana, in quanto nel 1526 il duca d'Atri gli dedicherà una sua traduzione del De virtute morali di Plutarco.
Ancora giovanissimo intraprese la carriera militare che lo accompagnò per il resto della sua esistenza. Nel 1512 prese parte alla battaglia di Ravenna, schierandosi con l'esercito del re di Francia, mentre suo padre nella medesima occasione rimase fedele alla casata d'Aragona. Seppur per secoli si sia parlato di contrasti interni alla famiglia, gli storici, analizzando gli eventi e il carteggio tra i due, hanno potuto evidenziare come in realtà, a fronte di una situazione disperata, la famiglia Caracciolo stesse cercando di conservare il proprio patrimonio, di modo da mantenere saldi i propri possedimenti qualunque fosse stato l'esito della guerra. Nel 1523, infatti, Sergianni abbandonò i francesi per passare nuovamente dalla parte degli aragonesi, ottenendo dal padre i titoli nobiliari di principe di Melfi, duca di Venosa, d'Ascoli di Soria, di marchese d'Atella e di conte di Avellino, oltre ad ottenere il rango di Gran Siniscalco del Regno di Napoli.

### La guerra d'Italia al fianco di Francesco I di Francia
Di fronte alle nuove mire espansionistiche di Francesco I di Francia sul regno di Napoli, Sergianni decise di rimanere dalla parte degli aragonesi e nel 1525 venne incaricato di predisporre la difesa della città di Barletta per timore che i veneziani, alleati dei francesi, sbarcassero nell'area. Tre anni più tardi, a Melfi, fronteggiò resistendo l'invasione del celebre condottiero francese Odet de Foix, signore di Lautrec, il quale riuscì ad ogni modo ad avere la meglio in una seconda sortita; in quell'occasione, Sergianni venne fatto prigioniero nel castello federiciano assieme alla moglie ed ai suoi figli. Per riscattarsi dalla sua prigionia, visto che i suoi alleati non potevano farlo per mancanza di denaro, il Caracciolo cambiò nuovamente bandiera e si schierò col re di Francia ottenendo la liberazione. Nel 1528 comandò 7 000 fanti all'assedio di Gaeta, appoggiato da alcune galee veneziane, ma l'arrivo sul posto di Andrea Doria costrinse i francesi a sospendere l'azione.
Il Caracciolo venne quindi costretto a ripiegare dapprima su Capua e poi verso Aversa, poi verso gli Abruzzi e infine in Puglia dove con i suoi uomini si scontrò col marchese del Vasto. Minacciò quindi Bari per poi portarsi a Molfetta, dove reclamò i diritti sulla città stessa per suo figlio Troiano, il quale, avendo sposato Isabella di Capua, ne aveva diritto per dote. Assediò la città con la complicità di Federico Carafa, ma mentre quest'ultimo rimase ucciso nel corso delle operazioni militari, Sergianni riuscì a saccheggiare la città e ad entrare poco dopo a Barletta. Dovette ad ogni modo riparare poco dopo in Francia, dove nel 1530 fu nuovamente a fianco di Francesco I durante il suo viaggio verso la frontiera spagnola, capeggiando i volontari napoletani al servizio dei francesi. Per ripagarlo delle perdite subite (da quando era fuggito dal napoletano, l'imperatore aveva sequestrato i beni del Caracciolo e aveva creato Andrea Doria principe di Melfi, mentre il principato di Ascoli era passato ad Antonio de Leyva), Francesco I gli assegnò una cospicua pensione annua, lo nominò cavaliere dell'Ordine di San Michele, concedendogli successivamente i feudi di Châteauneuf-sur-Loire, Vitry-aux-Loges, Romorantin, il viscontado di Martigues e la baronia di Berre, giungendo a superare in ricchezza le entrate dei suoi beni a Napoli.  Francesco I assunse Sergianni Caracciolo come proprio consigliere militare insieme a Stefano Colonna, rafforzando così le difese della Provenza dal 1536. Il 1º agosto di quello stesso anno il Caracciolo divenne luogotenente reale della città di Arles, predisponendo anche in questo caso delle fortificazioni adeguate. Dopo la ritirata degli spagnoli dalla Provenza, si portò a Lione dove, al fianco del re, assistette all'esecuzione del conte di Montecuccoli, accusato di aver avvelenato il Delfino.
Pronto ad iniziare una nuova campagna militare in Lombardia, Francesco I preferì inviarlo al comando di una spedizione navale con l'intento di agire su Napoli con dodici galere. Partito da Marsiglia il 7 settembre, il progetto era di ritrovarsi in un punto concordato col celebre pirata barbaresco Khayr al-Dīn Barbarossa, alleato dei francesi, e con lui tentare uno sbarco nel regno dell'Italia meridionale, ma l'operazione venne alla fine annullata.
Tornato sulla terraferma, era in procinto di riprendere la campagna militare via terra, ma venne invece impiegato ad Arles dove si occupò ancora una volta della difesa della città. Venne quindi destinato a Landrecies, dove pure realizzò delle opere di difesa e fortificazioni, spostandosi poco dopo a Guise, alla testa di 10 000 mercenari tedeschi. Venne quindi chiamato a fortificare Arlon e nuovamente la città di Landrecies. Dopo la ritirata dell'esercito imperiale dalla Francia, Francesco I lo nominò suo luogotenente generale per l'esercito del Lussemburgo (4 dicembre 1543), dove riuscì a far togliere l'assedio alla capitale, mosso da Guglielmo di Fürstenberg.
Francesco I richiese nuovamente i suoi servizi attivi il 10 giugno 1544, quando lo nominò luogotenente della città di Troyes, minacciata dalle armate di Carlo V d'Asburgo, che aveva l'intento di giungere fino a Parigi. Il 14 dicembre 1544, per le brillanti fortificazioni da lui predisposte che furono in grado di respingere i nemici, ottenne la nomina a maresciallo di Francia. Il re di Francia gli richiese l'anno successivo di sedare le rivolte nel frattempo scoppiate a Périgueux, a Le Havre e a Boulogne.

### Luogotenente del Piemonte
Il 4 ottobre 1545 venne nominato luogotenente del Piemonte occupato dai francesi, riconfermato poi da Enrico II di Francia nel 1547.
Durante questo periodo fu in grado di conquistare il castello di Revello e, il 23 febbraio 1548, fece arrestare il marchese Gabriele di Saluzzo, il quale morì poco dopo. Questo atto, a cui il sovrano francese non voleva giungere, iniziò a farlo sospettare del Caracciolo, ma egli seppe fornire tutte le prove adeguate della sua fedeltà alla causa francese. Nell'agosto 1548 accolse il re Enrico II a Torino, nel 1549 Anna d'Este e Francesco di Lorena.
Nel 1550 venne costretto a lasciare la sua carica a causa di una malattia che lo piagò notevolmente, al punto che Diana di Poitiers inviò il figlio Antonio a chiedere al Caracciolo di rinunciare alla sua carica, divenutagli ormai troppo impegnativa da sostenere. Il Caracciolo, ma quando il suo sostituto giunse in Piemonte egli era già morto. Il suo corpo venne portato a Torino, nella chiesa di San Domenico, e inumato nella cappella della Beata Vergine del Rosario.

### Matrimonio e discendenza
Sergianni Caracciolo sposò in prime nozze Giovanna d'Acquaviva, figlia di Andrea Matteo III Acquaviva; in seconde nozze Eleonora Sanseverino.
Tra i figli che raggiunsero l'età adulta troviamo: 
- Troiano, marchese d'Atella, marito di Isabella di Capua;
- Giulio, marchese d'Atella;
- Antonio, vescovo di Troyes;
- Isabella, morta nel 1555. Sposò Antonio d'Aquino marchese di Corato;
- Camilla;
- Susanna, sposatasi con Francesco d'Acquaviva, duca di Atri;
- Cornelia, morta nel 1586.